# 221923 Jayeff
221923 Jayeff è un asteroide della fascia principale. Scoperto nel 2009, presenta un'orbita caratterizzata da un semiasse maggiore pari a 2,4167301 UA e da un'eccentricità di 0,2300060, inclinata di 2,97475° rispetto all'eclittica.
Dal 2 dicembre 2009 al 30 gennaio 2010, quando 228165 Mezentsev ricevette la denominazione ufficiale, è stato l'asteroide denominato con il più alto numero ordinale. Prima della sua denominazione, il primato era di 216897 Golubev.
L'asteroide è dedicato alla moglie dello scopritore, June F. Falla, tramite la trascrizione fonetica in inglese delle sue iniziali.